# برينا وليامز
برينا وليامز (بالإنجليزية: Briana Williams)‏ هي عداءة سريعة جامايكية وأمريكية، ولدت في 21 مارس 2002 في ميامي في الولايات المتحدة.

## وصلات خارجية
- برينا وليامز على موقع الاتحاد الدولي لألعاب القوى (الإنجليزية)
- برينا وليامز على موقع أوليمبيديا (الإنجليزية)